# Bhiwani
Bhiwani är en stad i den indiska delstaten Haryana. Den är administrativ huvudort för ett distrikt med samma namn och folkmängden uppgick till 196 057 invånare vid folkräkningen 2011. Staden är belägen cirka 12 mil från Delhi och är traditionellt en stad som levt på handel med socker, peppar och andra kryddor, metaller och salt.